# 原久子
原 久子（はら ひさこ、1962年 - ）は、日本のアートプロデューサー。京都市出身。「思い出のあした」展、「六本木クロッシング」展、「Lab☆Motion」展などの企画や出品作家の選考に携わった。
日本経済新聞、AERA、美術手帖、STUDIO VOICE、といった新聞雑誌での美術関連記事、Web 上での紹介記事など、執筆、編集活動も積極的に行う。

## 経歴
1985年に大谷大学文学部社会学科を卒業。京都芸術短期大学芸術文化研究所及び京都造形芸術大学の職員として、芸術批評誌『art & critic』（1987年 - 1994年）の編集を担当。1992年、中ザワヒデキらとともにMac版フロッピーマガジン『JAPAN ART TODAY』を、1997年にウェブアートマガジン『ART遊覧（現）』を立ち上げ。1997年4月に独立。関西を拠点に現代美術関係の情報発信や展覧会の企画運営を行うオーガナイザーとして活動。その傍らで様々な大学の非常勤講師を務める。
2005年に大阪電気通信大学メディア情報文化学科（現ゲーム・メディア学科）教授に着任。絹谷幸二賞選考委員他　さまざまな顕彰活動の委員、自治体等の文化政策にかかわる。

## 著書
- 変貌する美術館 - 2001 昭和堂

## 参加企画
- あいちトリエンナーレ2010 - 2010 愛知県美術館など
- Between Site & Space - 2009 ARTSPACE シドニー
- Between Site & Space - 2008 トーキョーワンダーサイト渋谷
- Lab☆Motion 展 - 2007 TWS本郷
- 日豪写真交流展「まなざしの交換」- 2006
- 六本木クロッシング展 - 2004 森美術館
- Off-Side 展 - 2002 横浜美術館アートギャラリーなど
- 思い出のあした展 - 1997 京都市美術館

## Web 記事
- Tokyo Art Beat
- ARTiT
- artscape
- オーストラリアのメディアアートと充実の大学研究組織 - 2009 オーストラリア大使館カルチャーセンター
- シンジュク アート インフィニティ - 2007 戸田建設